# 가잔 열도

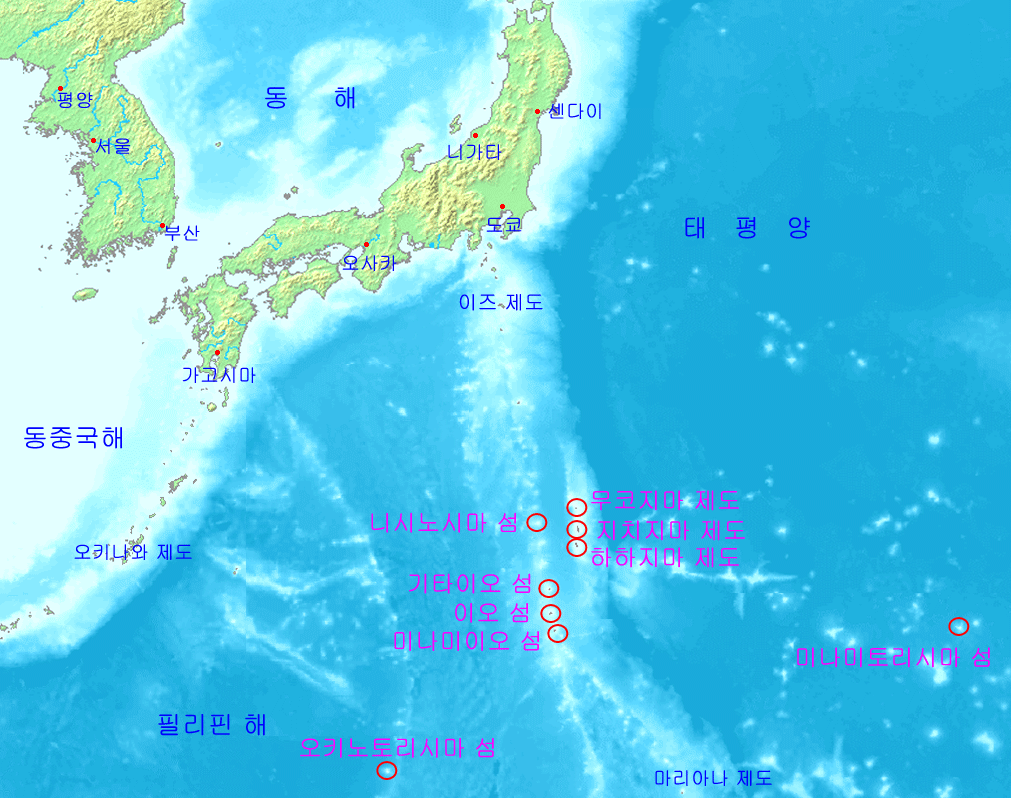
오가사와라 제도

가잔 열도(火山列島, Volcano Islands)는 일본의 오가사와라 지청에 속한 오가사와라 제도 남쪽의 세 개의 섬으로 이루어진 열도이다. 섬은 모두 활화산으로 마리아나 제도의 남쪽까지 뻗어있는 열도의 꼭대기에 놓여있다. 오세아니아에 위치한 열도이다.
일본 자위대의 이오섬 공군기지에 약 400명의 군인들이 있고 이외에 사람들은 살지 않는다.

## 구성섬
가잔 열도의 섬들은 다음과 같다.
- 기타이오섬(北硫黄島): 면적 5,57 km2, 해발 792m
- 이오섬(硫黄島): 면적 20,60 km2, 해발 166m
- 미나미이오섬(南硫黄島): 면적 3,54 km2, 해발 916m

## 역사
섬들은 1889년까지 무인도였고 이후 북단의 두 개의 섬들은 이즈 제도에서 온 일본인들이 정착하기 시작했다. 1891년에 이들은 일본에 합병되었다.
1939년에 인구는 약 1100명으로 이오섬에 다섯 곳의 정착촌(히가시, 미나미, 니시, 기타, 모토야마)이 있었고 기타이오섬에 두 곳의 정착촌(이시노무라, 니시무라)이 있었다. 1940년에 도쿄부 오가사와라 지청 이오지마촌이 설치되었다.
태평양 전쟁이 시작된 후 일본군은 이오섬의 방비를 강화하였다. 1933년에 활주로가 설치되었고 1937년에 확대, 정비되었다. 1941년에 이오섬에 포대가 설치되었다.
태평양 전쟁이 발발한 지 2년 반 후인 1944년 6월 15일에 미군의 공습이 시작되었고 이오섬과 기타이오섬의 주민 1,094명은 7월 16일에 강제로 본토로 소환되었다. 1945년 2월 19일에 미군 제4해병사단, 제5해병사단이 이오섬에 상륙하였고 전투는 3월 26일까지 계속되었다.
전후에 미국의 통치 하에 있다가 1968년에 반환되었다.

## 기후
열대 기후가 나타난다.

## 같이 보기
- 일본의 지리